# Mémento (image)
Pour les articles homonymes, voir Memento.
Un mémento est une image distribuée à la sortie d'une messe de funérailles et incitant à prier pour l'âme du défunt.
Commençant par « Souvenez-vous dans vos prières de ... », il comporte généralement une photo et une brève notice biographique de la personne décédée, des citations et des prières. Coutume répandue dans la bourgeoisie française à partir de la fin du XIXe siècle, elle tombe peu à peu en désuétude à partir du milieu du siècle suivant.

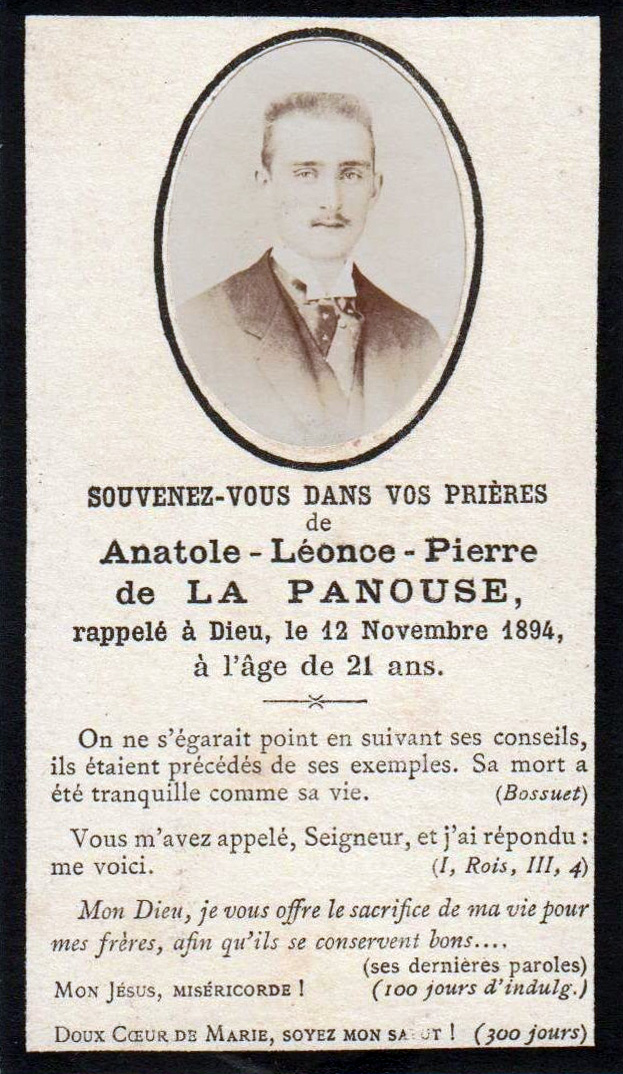
Mémento d'Anatole-Léonce-Pierre de la Panouse (1894)
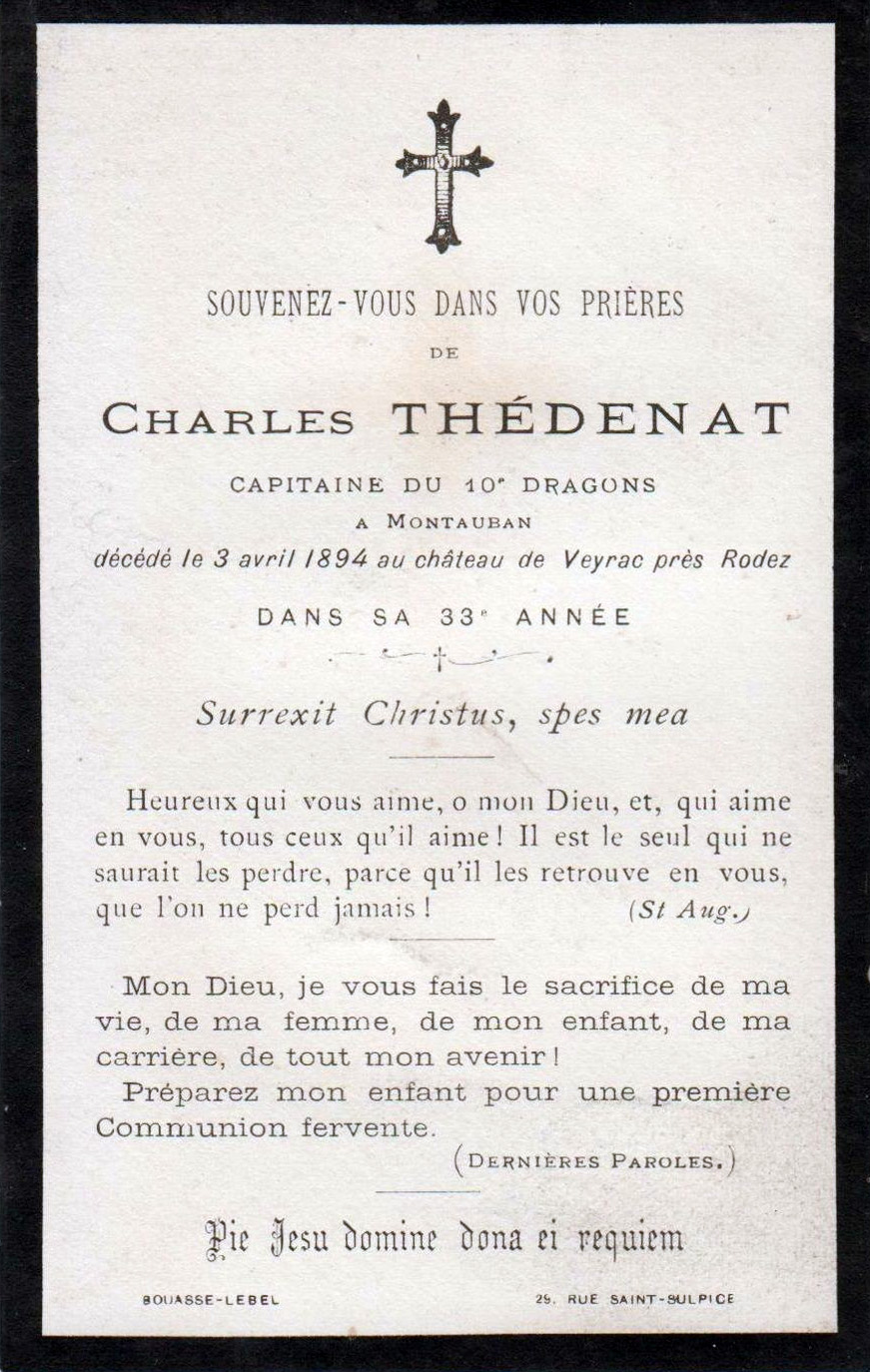
Mémento de Charles Thédenat (1894)